# Christopher Fairbank
Christopher Fairbank (ook wel bekend als Chris Fairbank, Hertfordshire, 4 oktober 1953) is een Engels acteur.
Fairbank werd geboren in Hertfordshire en speelde vanaf eind jaren 70 in vele televisieseries en speelfilms. Hij had rollen in de Britse televisieseries Noah's Castle, The Old Curiosity Shop en Sapphire and Steel, en verder gastrollen in onder andere Bergerac. 
Zijn eerste filmrol was als Luland in Agatha (1979) van Michael Apted, over de verdwijning van Agatha Christie in de jaren '20. Tussen 1983 en 2003 speelde hij een van de hoofdrollen in de serie Auf Wiedersehen, Pet. 
Hij speelde de crimineel Nic in Batman, Murphy in Alien³, professor MacTilburg in The Fifth Element, Hawkins in de live-action Disney remake The Little Mermaid uit 2023, Ulaf in twee afleveringen van de televisieserie Andor binnen het Star Wars universum en The Broker in de films Guardians of the Galaxy en Guardians of the Galaxy Vol. 3 die deel uitmaken van het Marvel Cinematic Universe. 
Ook sprak hij stemmen in voor de animatiefilms The Curse of the Were-Rabbit en Flushed Away. In 2011 speelt Ezekiel (een belangrijke rol) in deel vier van Pirates of the Caribbean: On Stranger Tides.